# Горечавка особенная
Горечавка особенная (лат. Gentiana paradoxa) — вид многолетних травянистых растений рода Горечавка (Gentiana) семейства Горечавковые (Gentianaceae).

## Ботаническое описание
Многолетнее травянистое растение высотой 30-40 см с цилиндрическим корневищем. Листья заостренные, с зубчатым краем. Цветки верхушечные, одиночные, голубого цвета. Венчик узкий, воронковидной формы, чашечка трубчатая. Завязь верхушечная, одиночная. Плод —
продолговато-ланцетная коробочка.
Цветение в августе.

## Ареал и экология
Является эндемиком Западного Кавказа и Закавказья. В России отмечено только два местонахождения вида, так как основной ареал горечавки
находится в Абхазии, где он также редок.
Произрастает на каменистых склонах, щебенистых местах в лесном и субальпийском поясах.

## Охранный статус
Является редким видом. Занесена в Красные книги России и Краснодарского края. Факторами вымирания является выпас скота в местах произрастания вида, сбор растений на букеты во время цветения.